# Distretto di Ichupampa
Il distretto di Ichupampa è uno dei venti distretti della provincia di Caylloma, in Perù. Si trova nella regione di Arequipa e si estende su una superficie di 74,89 chilometri quadrati.

Ha per capitale la città di Ichupampa e contava 922 abitanti al censimento 2005.